# برشاوشان جميل
برشاوشان جميل (الاسم العلمي: Adiantum bellum) هو نوع غير مؤكد من النباتات يتبع جنس البرشاوشان من الفصيلة الديشارية.